# Boris Margolin
Boris Margolin (russisch Борис Марголин; * 14. Mai 1971 in Moskau) ist ein deutscher Schachspieler. Er trägt den Titel Internationaler Meister.

## Leben
Am Moskauer Hochschulinstitut für Verfahrenstechnik studierte er von 1988 bis 1993 Technische Kybernetik und Automatisierung. Das Studium schloss er als Diplom-Ingenieur für Maschinenbau ab. Er spielt, seit er 1996 nach Deutschland gezogen ist, fast durchgehend für den SV Oberursel in der Oberliga und 2. Bundesliga. Von 2017 bis 2019 spielte Margolin für den SV 1920 Hofheim in der 1. Bundesliga. Vereinsschach spielte er auch in Russland sowie in Frankreich für Illkirch-Graffenstaden in der Nationale II und Nationale III.
1996/97 gewann er das 2. Open und 1997/98 das 3. Open in Bad Vilbel. Er wurde 1997 in Frankfurt-Bergen-Enkheim Hessischer Einzelmeister sowie im selben Jahr vor Stefan Reschke im Nordwestzentrum Stadtmeister von Frankfurt am Main. Mit der Schachmannschaft der Lufthansa gewann er 2001 in Reykjavík das ASCA-Turnier. Es war das erste Mal in der bis dahin 32-jährigen Geschichte dieser Veranstaltung, dass die Lufthansa als Sieger hervorging. 2012 gewann er das 10. Open in Davos.
Den IM-Titel trägt er seit dem Jahr 1994. Die Normen hierfür erzielte er bei einem Turnier in Protwino 1992, welches er gewann, einem Rundenturnier in Aluschta 1994 sowie dem Spring Open in Budapest 1994, bei dem er den zweiten Platz belegte.